# Berlin (Nueva Jersey)
Berlin es un borough ubicado en el condado de Camden en el estado estadounidense de Nueva Jersey. En el año 2010 tenía una población de 7.588 habitantes y una densidad poblacional de 815,91 personas por km².

## Geografía
Berlin se encuentra ubicado en las coordenadas 39°47′39″N 74°56′15″O / 39.79417, -74.93750.

## Demografía
Según la Oficina del Censo en 2000 los ingresos medios por hogar en la localidad eran de $60,286 y los ingresos medios por familia eran $68,704. Los hombres tenían unos ingresos medios de $44,211 frente a los $31,980 para las mujeres. La renta per cápita para la localidad era de $24,675. Alrededor del 3.5% de la población estaba por debajo del umbral de pobreza.